# Matatías
Matatías ben Johanan (hebreo: מַתִּתְיָהוּ בֶּן יוֹחָנָן הַכֹּהֵן, Matityahu ben Yoḥanan HaKohen) (muerto 165 a. C.) fue un judío Kohen ("sacerdote"), cuyo papel en la Revuelta de los Macabeos contra los seléucidas se cuenta en los Libros de los Macabeos. Matatías jugó un papel central en la historia de la Janucá, y como resultado, es nombrado en la oración judía tras la comida y en la Amidá, festival que dura ocho días.

## Historia
Matatías era de una familia sacerdotal rural de Modi'in. Como todos los sacerdotes capaces, sirvió en el Templo en Jerusalén. Hijo de Juan y nieto de Simeón, de la casta sacerdotal de Joarib.
Después de que comenzaran las persecuciones de los seléucidas, Matatías volvió a Modi'in. En 167 a. C., cuando fue solicitado por el gobierno griego representativo del rey Antíoco IV para ofrecer sacrificio a los dioses griegos, no sólo rehusó, sino que mató con sus propias manos al judío que se había ofrecido para hacerlo. Luego mató también al funcionario del gobierno que presidía el acto.
Tras el edicto de su detención, buscó refugio en el desierto de Judea, con sus cinco hijos: Judas, Eleazar, Simón, Juan y Jonatán, y llamó a los judíos a seguirle, cosa que muchos hicieron.

## Contexto
Este fue el primer paso de la Revuelta de los Macabeos, cuyo resultado fue la independencia judía, que no se había disfrutado desde hacía 400 años. Los acontecimientos de la guerra forman la base de la festividad de la Janucá, que celebran los judíos el 25 de Kislev del calendario hebreo, correspondiente a mediados de noviembre a finales de diciembre del calendario gregoriano.

## Actividad guerrera

Judea tras el estallido de la Revuelta de los Macabeos

Matatías dirige desde su retiro las operaciones de guerrilla: derrota a las tropas seléucidas cuando tienen pocos efectivos, castiga a los judíos considerados renegados, destruye los templos paganos, hace circuncidar a los niños que no lo estaban por temor al decreto real, y dirige una campaña para mantener los ritos prohibidos por Antíoco IV. 

## Muerte y posteridad

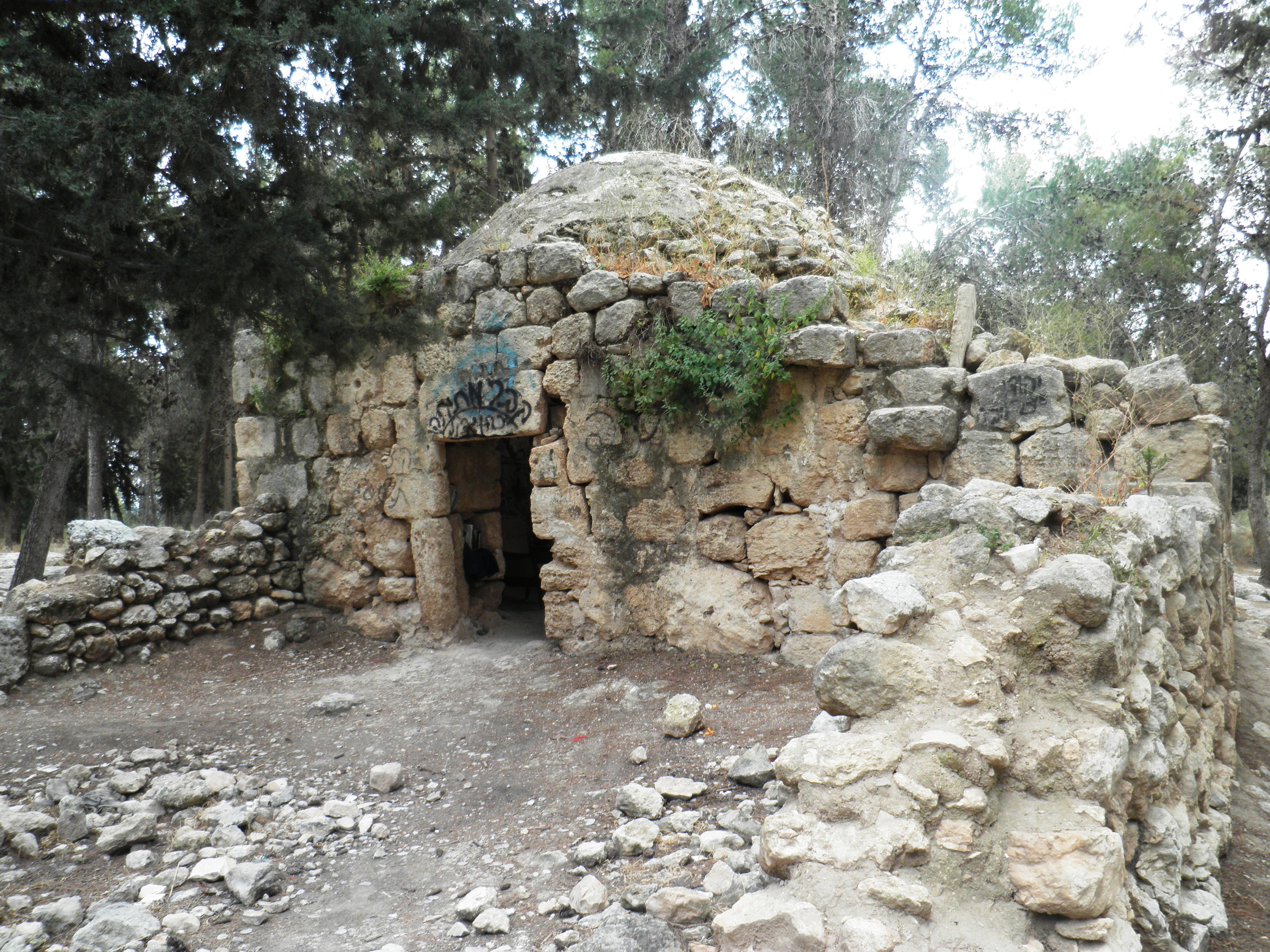
Tumba de Matatías ben Johanan, Israel

Según Flavio Josefo, Matatías cae enfermo un año después, y muere en 166 a. C., siendo inhumado en Modi'ín. Su tumba se encuentra no lejos de las de sus hijos.
Después de haber enseñado a sus hijos a respetar escrupulosamente las prescripciones de la Biblia, designó a su hijo mayor, Judas como su sucesor en la lucha, y al hermano de este, Simón, como consejero. Ambos cayeron en combate, así como Juan, Eleazar y Jonatán. Sin embargo, Simón y sus hijos formaron la dinastía asmonea, que reinó sobre Israel hasta la llegada de Herodes I el Grande.